# Hvardiiske (Pervomaiske)
Hvardiiske (în ucraineană Гвардійське) este localitatea de reședință a comunei Hvardiiske din raionul Pervomaiske, Republica Autonomă Crimeea, Ucraina.

## Demografie
Componența lingvistică a localității Hvardiiske
     Rusă (56,91%)
     Tătară crimeeană (26,4%)
     Ucraineană (14,77%)
     Alte limbi (0,18%)
Conform recensământului din 2001, majoritatea populației localității Hvardiiske era vorbitoare de rusă (56,91%), existând în minoritate și vorbitori de tătară crimeeană (26,4%) și ucraineană (14,77%).